# 卡齊米日·東布羅夫斯基
卡齊米日·東布羅夫斯基（Kazimierz Dąbrowski，1902年9月1日—1980年11月26日），波蘭心理學家，物理學家。東布羅夫斯基提出積極分裂理論，描述了個人人格發展，認為精神緊張和不安是成長中所不可或缺的要素。

## 研究生涯
卡齊米日·東布羅夫斯基提出了積極分裂理論理論，試圖描述由於積累的困難經歷而導致人格發展的過程。 卡齊米日·東布羅夫斯基的個人人格發展理論強調了以下主要論點：
- 人格並非是被誰所給予的、普世的特質，它必須由個人建立、成型，並反映他自己的獨特個性。（人格成型(personality shaping)）
- 人格的發展是發展潛質（OE，＝過度激動（overexcitability）以及自律因素（autonomous factor））運作的結果。並非每個人都有足夠的DP來建立獨特的人格。
- 人群中的發展潛質（DP）區別可用常態分布曲線表示。東布羅夫斯基使用了多層次方法來描述人群中觀察到的發展層次的連續。
- 發展潛質（developmental potential）導致危機，其特點是強烈的焦慮、憂鬱——會導致分裂的精神性神經病。
- 人格為了得到發展，基於人的本能和周遭社會影響的「原初整合（initial integrations）」必須經歷分裂——東布羅夫斯基稱這個過程為「積極分裂（Positive Disintegration）」
- 個人價值觀層次的發展——情緒波動——在發展個人的人格和自主中不可或缺。亦即，與絕大多數心理學理論相反，在他的理論中情緒發揮了很大作用。
- 情緒波動導致個人建立他自己的人格理念，這是當事人自主設定的標準，是其個人發展的目標。
- 個人必須檢驗他自身的本質，並基於自己的人格理念，最終選擇彰顯其本質中更高層次的、更富自我個性的方面，抑制那些較低層次的、缺乏自我個性的方面。
- 個人發展中，自我教育、自我心理治療不可或缺。

卡齊米日·東布羅夫斯基畢生致力於心理學領域，他在扎古熱建立了一個康復中心，為經歷過艱難生活狀況後患有精神疾病的患者提供服務。 設施上的研究為他提供了有助於塑造他的概念的觀察和數據。